# Philoria richmondensis
A Philoria richmondensis a kétéltűek (Amphibia) osztályának békák (Anura) rendjébe, a mocsárjáróbéka-félék (Limnodynastidae) családjába, azon belül a Philoria nembe tartozó faj.

## Előfordulása
Ausztrália endemikus faja. Az Új-Dél-Wales államban emelkedő Richmond-hegységben és a Yabbra-hegységben, 600 m-es tengerszint feletti magasságban honos.

## Megjelenése
A fajt csak mostanában, az Új-Dél-Wales állam északkeleti részén élő Philoria-fajok taxonómiai vizsgálatát követően írták le. 
Kis méretű, robusztus felépítésű békafaj, teste körte alakú, hossza elérheti a 28 mm-t. Színe változatos, sárga, vörös vagy gesztenyebarna, időnként világosbarna, vagy bronzszínű. Pofája csúcsától szemén át mellső lábának tövéig fekete csík húzódik. A legtöbb egyed hátának hátsó felén fekete foltok figyelhetők meg, melyek középen időnként összeérve a fej felé mutató nyíl alakját veszik fel.

## Életmódja
Szubtrópusi és mérsékelt övi esőerdők lakója. Igényli a folyamatos, magas páratartalmú környezetet. Vízzel átitatott talajban vagy nyirkos avarban és növényzetben tartózkodik. Megtalálható olyan párás eukaliptuszerdőkben is, ahol a sziklás talaj képes megtartani a felszíni nedvességet.
Populációja meglehetősen kis méretű. A párzást októberben figyelték meg, bár a párzási időszak valószínűleg hosszabb ideig tart, mivel a kutatók még decemberben is találtak petéket vagy ebihalakat. A párzás rejtett helyeken, általuk ásott üregekben vagy vízzel átitatott avarban történik. A nőstény körülbelül 36–50 nagy méretű, szikzsákkal körülvett petét helyez a talajban kialakított fészekbe. A petékkel együtt váladékot is kiereszt, melyből lapátszerű ujjaival habos zselészerű fészket készít. A hab kezdetben sok levegőt tartalmaz, de egy idő után a buborékok távoztával szilárd zselé marad a fészekben. A lárvák nem táplálkoznak, fejlődésük során a szikanyagot fogyasztják. A kifejlődés és az átalakulás a fészekben megy végbe.

## Természetvédelmi helyzete
A vörös lista a veszélyeztetett fajok között tartja nyilván. Az élőhelyén folytatott mező- és erdőgazdasági tevékenység drasztikusan csökkentette elterjedési területét. Elterjedési területének nagy része a Richmond Range Nemzeti Park és a Yabbra Nemzeti Park területére esik.